# Similosodus ziczac
Similosodus ziczac är en skalbaggsart som först beskrevs av Mckeown 1942.  Similosodus ziczac ingår i släktet Similosodus och familjen långhorningar. Inga underarter finns listade i Catalogue of Life.